# Simulium guamense
Simulium guamense är en tvåvingeart som beskrevs av Stone 1964. Simulium guamense ingår i släktet Simulium och familjen knott. Inga underarter finns listade i Catalogue of Life.